# Paola Taverna
Paola Taverna (Roma, 2 marzo 1969) è una politica italiana, vicepresidente del Senato della Repubblica dal 28 marzo 2018 al 12 ottobre 2022.
Dal 21 ottobre 2021 è vicepresidente del Movimento 5 Stelle, assieme a Mario Turco, Michele Gubitosa, Alessandra Todde e Riccardo Ricciardi, ma con le funzioni di vicaria, sotto Giuseppe Conte.

## Biografia
Nata a Roma nel quartiere del Quarticciolo, risiede e vive a Torre Maura, in una famiglia, a detta sua, con "modeste capacità economiche" ed ha due sorelle. Si è diplomata perito aziendale e corrispondente in lingue estere presso l'Istituto Pierre e Maria Curie.
All'età di 17 anni ha perso il padre. Ha lavorato inizialmente come segretaria in uno studio legale, quindi in uno studio di arti grafiche, e infine per 13 anni, dal 2000 al 2013, presso un poliambulatorio di analisi cliniche.
Nell'ottobre 2019 ha conseguito la laurea triennale in Scienze politiche all'Università degli Studi di Roma "La Sapienza" con 108/110, discutendo una tesi sul reddito di cittadinanza e il salario minimo.

### Vita privata
Nel 1998 si è sposata con Maurizio Sirti, da cui ha avuto un figlio nel 2002, Davide. Successivamente ha divorziato.

## Attività politica

### Gli inizi ed elezione a senatrice
Nel 2005 diventa attivista della piattaforma Meetup Amici di Beppe Grillo, sulla scia della quale nascerà nel 2009 il Movimento 5 Stelle (M5S) di Beppe Grillo e Gianroberto Casaleggio.
Alle elezioni politiche del 2013 viene candidata al Senato della Repubblica, ed eletta senatrice tra le liste del M5S nella circoscrizione Lazio come terza classificata. Nel corso della XVII legislatura è stata componente della Commissione parlamentare di inchiesta sul femminicidio, nonché su ogni forma di violenza di genere, oltreché della 12ª Commissione Igiene e sanità del Senato, dove dal 21 gennaio 2016 al 22 marzo 2018 svolge le funzioni di segretario.
Dal 30 settembre 2013 al 9 gennaio 2014 è stata capogruppo del Movimento 5 Stelle a Palazzo Madama, subentrando a Nicola Morra; nota per la sua intransigenza, oltre che spontaneità tutta popolare e rappresentante l'ala vicina a Grillo e Casaleggio, la quale le succederà Vincenzo Santangelo. Durante questo periodo, dove si vede la decadenza di Berlusconi in Parlamento, si è opposta alla riforma della legge elettorale proposta dal Presidente della Repubblica Giorgio Napolitano, accusandolo implicitamente di comportarsi come un monarca assoluto.
Durante le elezioni amministrative del 2016 a Roma viene nominato membro dello Staff dei Garanti della candidata M5S Virginia Raggi, insieme alla deputata ed ex capogruppo Roberta Lombardi, l'europarlamentare Fabio Massimo Castaldo e il consigliere regionale nel Lazio Gianluca Perilli. Congiuntamente ai colleghi, l’8 settembre, comunica le proprie dimissioni dallo Staff dei Garanti e di conseguenza lo scioglimento dello stesso.

### Vicepresidente del Senato
Alle elezioni politiche del 2018 viene ricandidata al Senato della Repubblica nel collegio uninominale di Roma-Tuscolano, sostenuta dal Movimento 5 Stelle, dove viene rieletta senatrice con il 34,52% dei voti contro la candidata del centro-destra, in quota Fratelli d'Italia, Maria Grazia Cacciamani (30,85%) e del centro-sinistra, in quota Italia Europa Insieme, Oreste Pastorelli (24,06%).
Nella XVIII legislatura della Repubblica è stata vicepresidente del Senato della Repubblica, eletta il 28 marzo 2018 con 105 voti, componente della 3ª Commissione Affari esteri, emigrazione, anche in sostituzione del Ministro delle infrastrutture e dei trasporti Danilo Toninelli, della 12ª Commissione Igiene e sanità, anche in sostituzione del Ministro delle infrastrutture e dei trasporti Danilo Toninelli prima e del sottosegretario alla salute Pierpaolo Sileri poi, e della delegazione italiana all'Assemblea parlamentare dell'OSCE.
Il 21 ottobre 2021 viene nominata vicepresidente del Movimento 5 Stelle, assieme a Alessandra Todde, Mario Turco, Riccardo Ricciardi e Michele Gubitosa, ma la Taverna con il ruolo di vicepresidente vicaria.

### Fuori dal Parlamento
In ossequio alla regola del doppio mandato, non si ricandida alle elezioni politiche in Italia del 2022, pur mantenendo la carica di Vicepresidente del M5S.
Successivamente Giuseppe Conte le affida il compito di coordinare il comitato territori (220 gruppi costituiti in tutta Italia).

## Posizioni e idee politiche
- Si è più volte dichiarata fortemente antiberlusconiana[2][26], tant'è che nella seduta in Senato del 27 novembre 2013 è stata una delle quali si è pronunciata a favore della decadenza di Berlusconi.[15][27]
- Sostiene il reddito di cittadinanza, l'introduzione del referendum propositivo e il salario minimo.[3][28]

## Controversie
Durante la seduta n. 327 del 2014 in Senato afferma che lo stato sociale sarebbe stato creato da Benito Mussolini, durante il ventennio attraverso misure come il trattamento di fine rapporto, e accusa Matteo Renzi di volerlo smantellare con le riforme varate dal Partito Democratico.
A febbraio 2016, in vista delle elezioni amministrative del 2016 a Roma, intervenuta nel commentare la candidatura proposta dal centro-destra di Guido Bertolaso, afferma dell'esistenza di un supposto complotto ordito dagli altri sfidanti per permettere la vittoria del candidato del Movimento 5 Stelle Virginia Raggi:
In passato si è schierata apertamente in posizione contraria alla pratica sistematica della vaccinazione, affermando di preferire ad essi la medicina preventiva (la quale tuttavia include i vaccini stessi). In merito all'argomento la Taverna, a settembre 2018, annuncia che da oggi non si occuperà più di vaccini, affermando: "è indispensabile raggiungere la copertura vaccinale ottimale ma non facendo leva sull'obbligo ma sull'informazione e sulla consapevolezza. Io ho avuto l'opportunità di informarmi, di scegliere e ho scelto di vaccinare mio figlio".